# Megachile odontostoma
Megachile odontostoma är en biart som beskrevs av Cockerell 1924. Megachile odontostoma ingår i släktet tapetserarbin, och familjen buksamlarbin. Inga underarter finns listade i Catalogue of Life.